# Passais
Passais (auch: Passais-la-Conception) ist eine Commune déléguée in der französischen Gemeinde Passais Villages mit 769 Einwohnern (Stand: 1. Januar 2022) im Département Orne. Die Einwohner werden Passagiens genannt.
Die Gemeinde Passais wurde am 1. Januar 2016 mit L’Épinay-le-Comte und Saint-Siméon zur Commune nouvelle Passais Villages. Sie hat seither den Status einer Commune déléguée.

## Geographie
Passais liegt im Regionalen Naturpark Normandie-Maine an der Grenze zum Département Manche, etwa 62 Kilometer westnordwestlich von Alençon.

## Bevölkerungsentwicklung
| Jahr                       | 1962 | 1968 | 1975 | 1982 | 1990 | 1999 | 2009 | 2018 |
| Einwohner                  | 1102 | 1031 | 1016 | 1020 | 915  | 889  | 804  | 780  |
| Quellen: Cassini und INSEE |      |      |      |      |      |      |      |      |

## Sehenswürdigkeiten
- Kirche Notre-Dame aus dem 19. Jahrhundert
- Schloss Bellefontaine aus dem 19. Jahrhundert
- Herrenhaus La Guérinière aus dem 17. Jahrhundert, Monument historique
- Herrenhaus Le Pas-de-la-Vente
- alte und neue Kapelle Notre-Dame-de-l’Oratoire

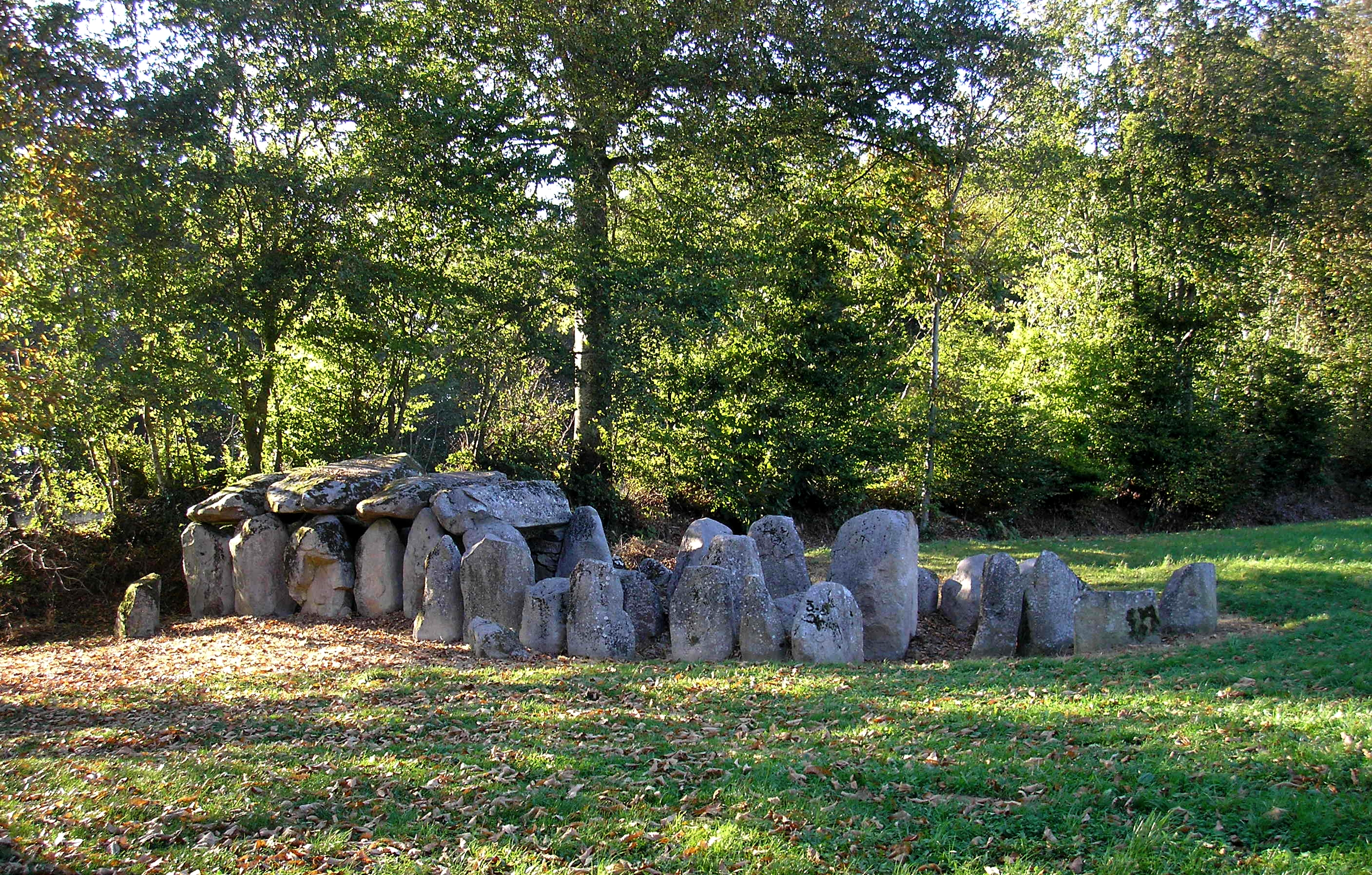
La Table au Diable
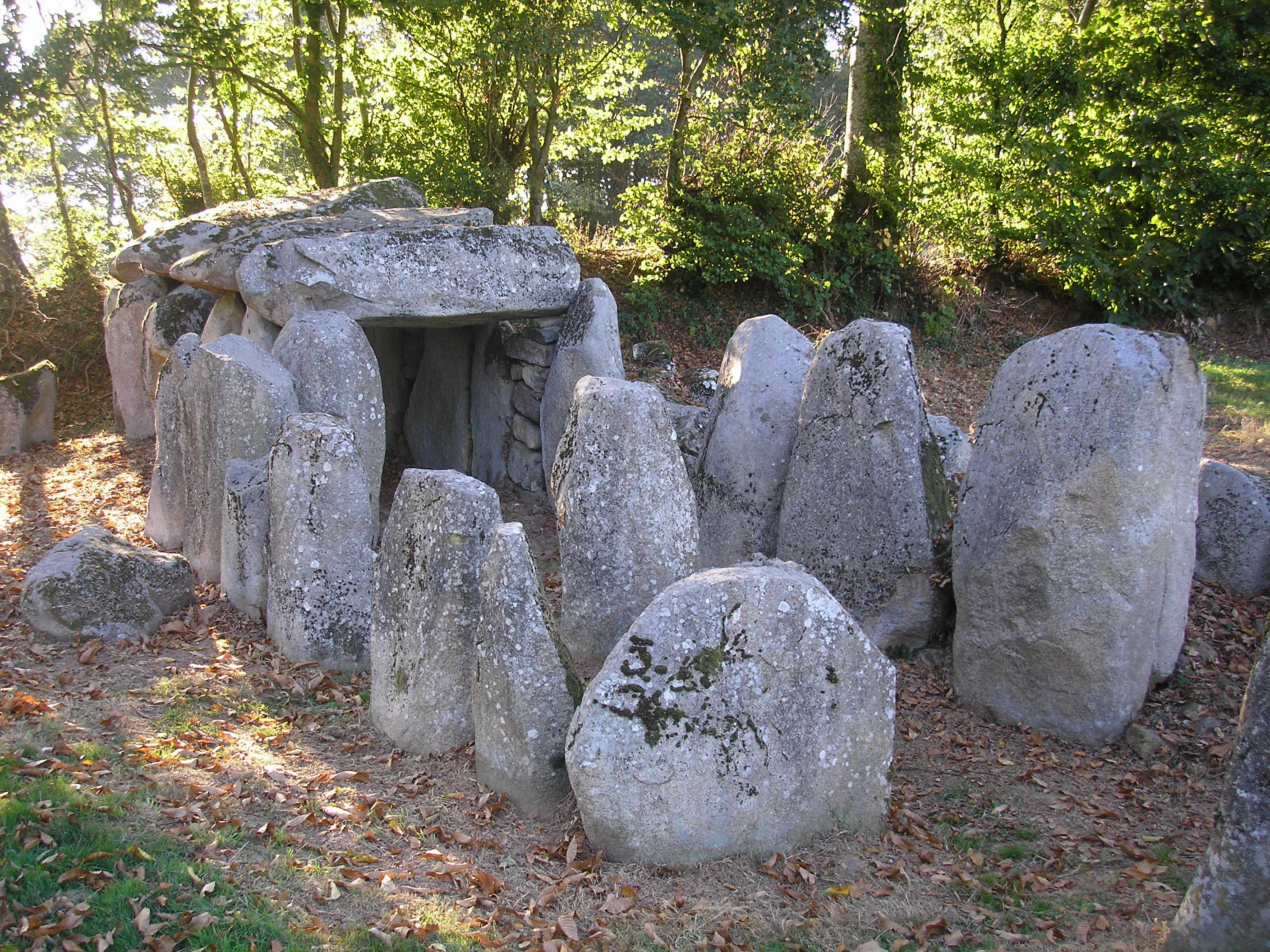
La Table au Diable
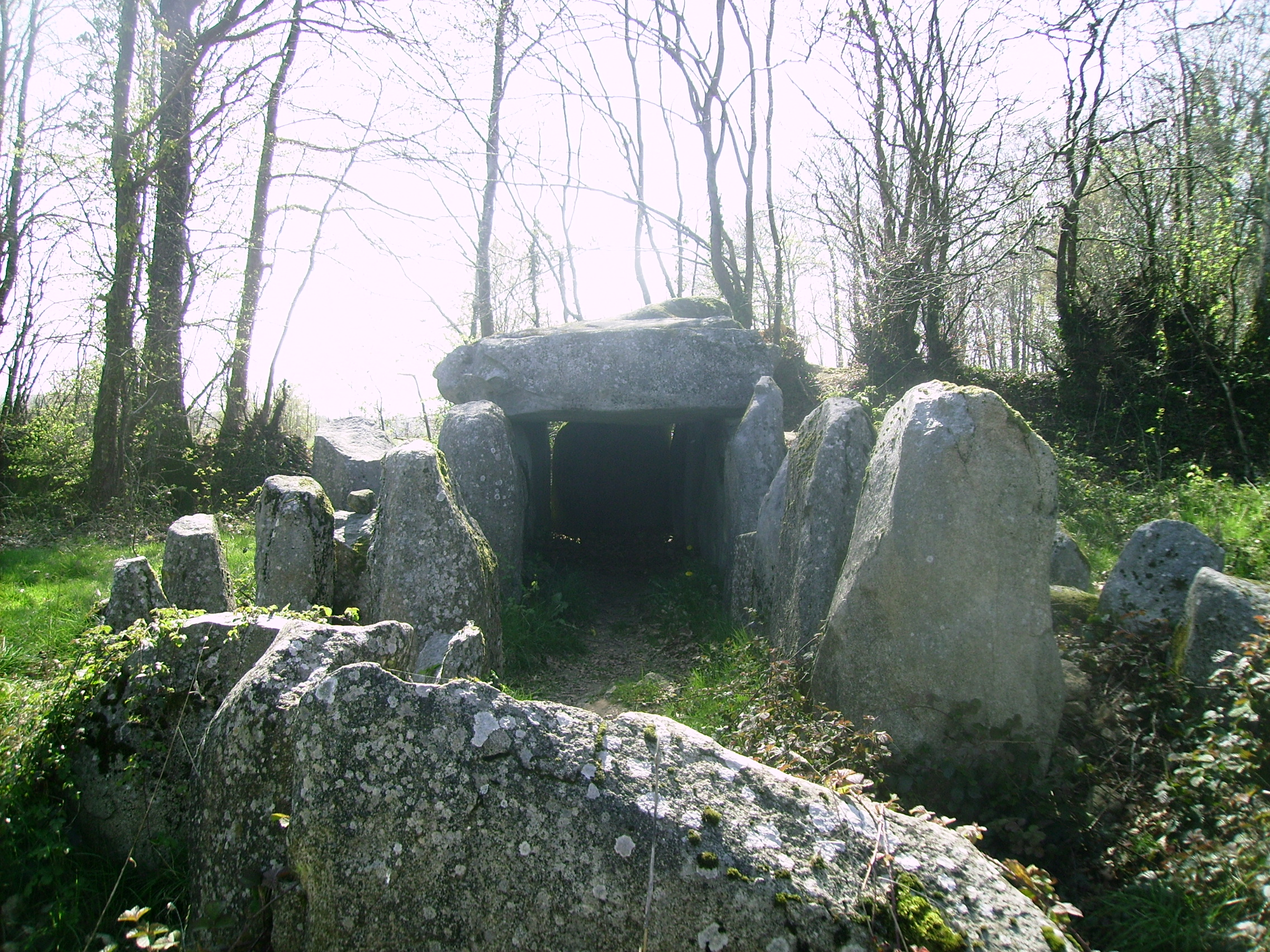
La Table au Diable
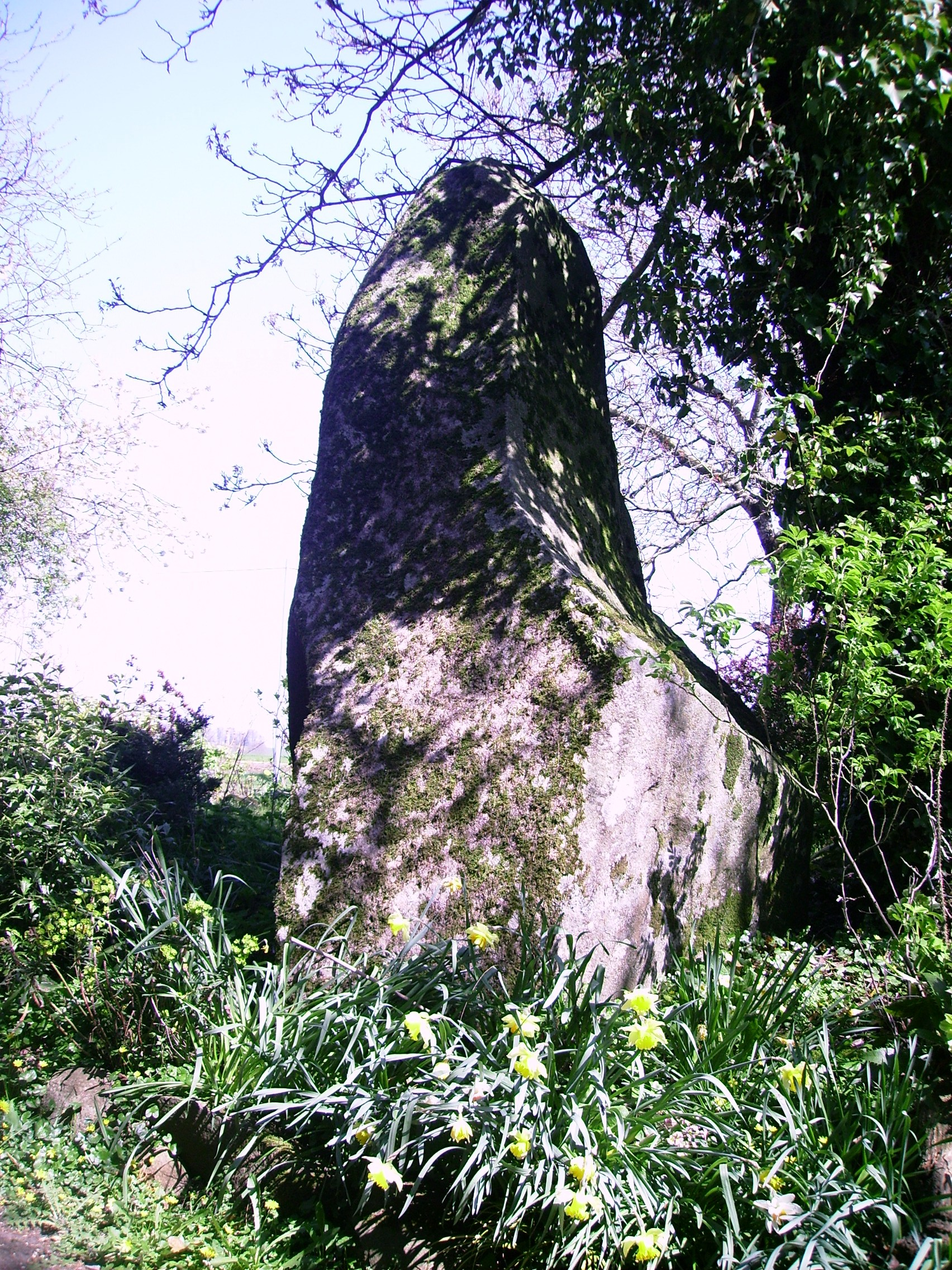
Menhir du Perron, Monument historique, und Steinkasten
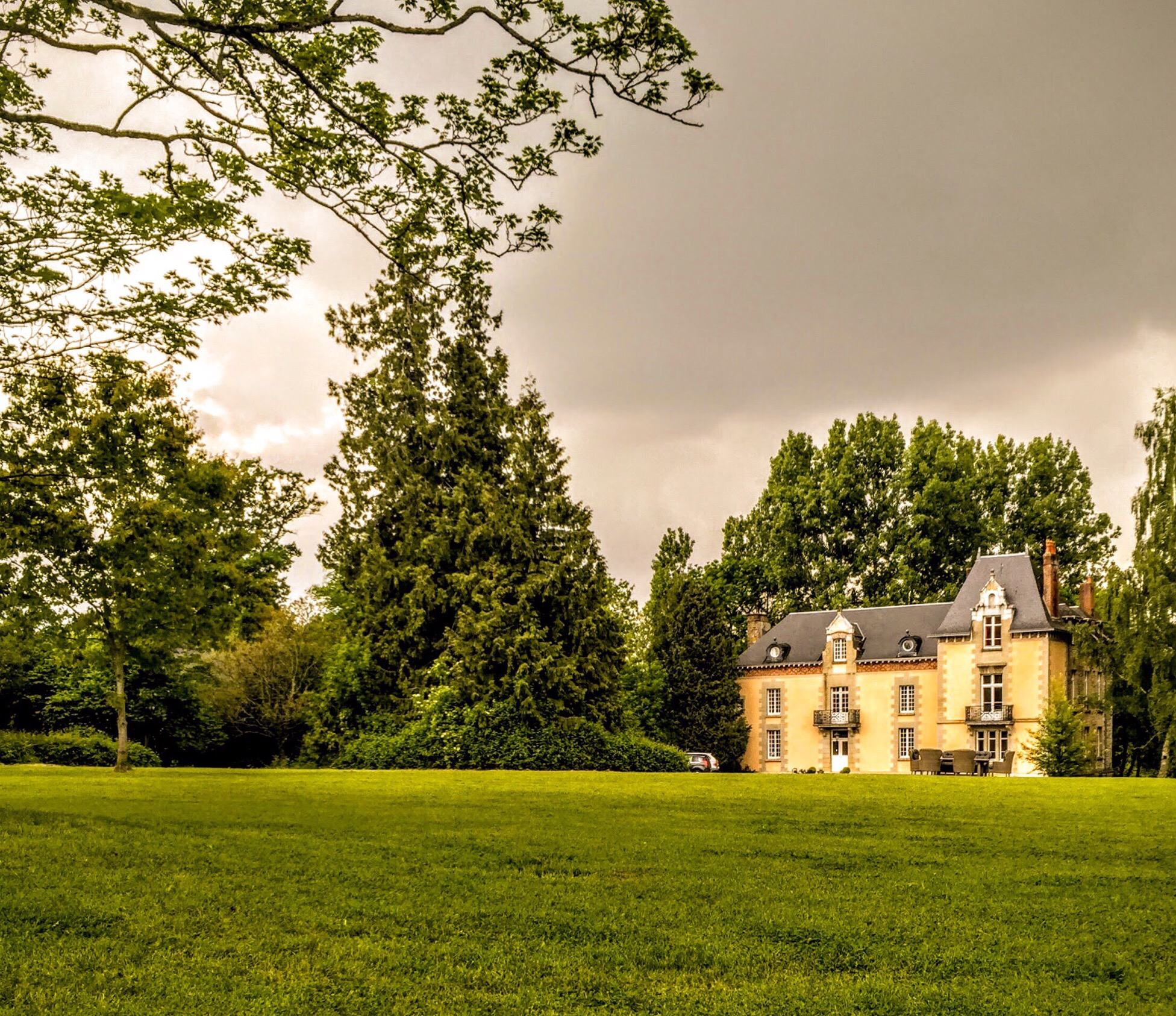
Schloss Bellefontaine
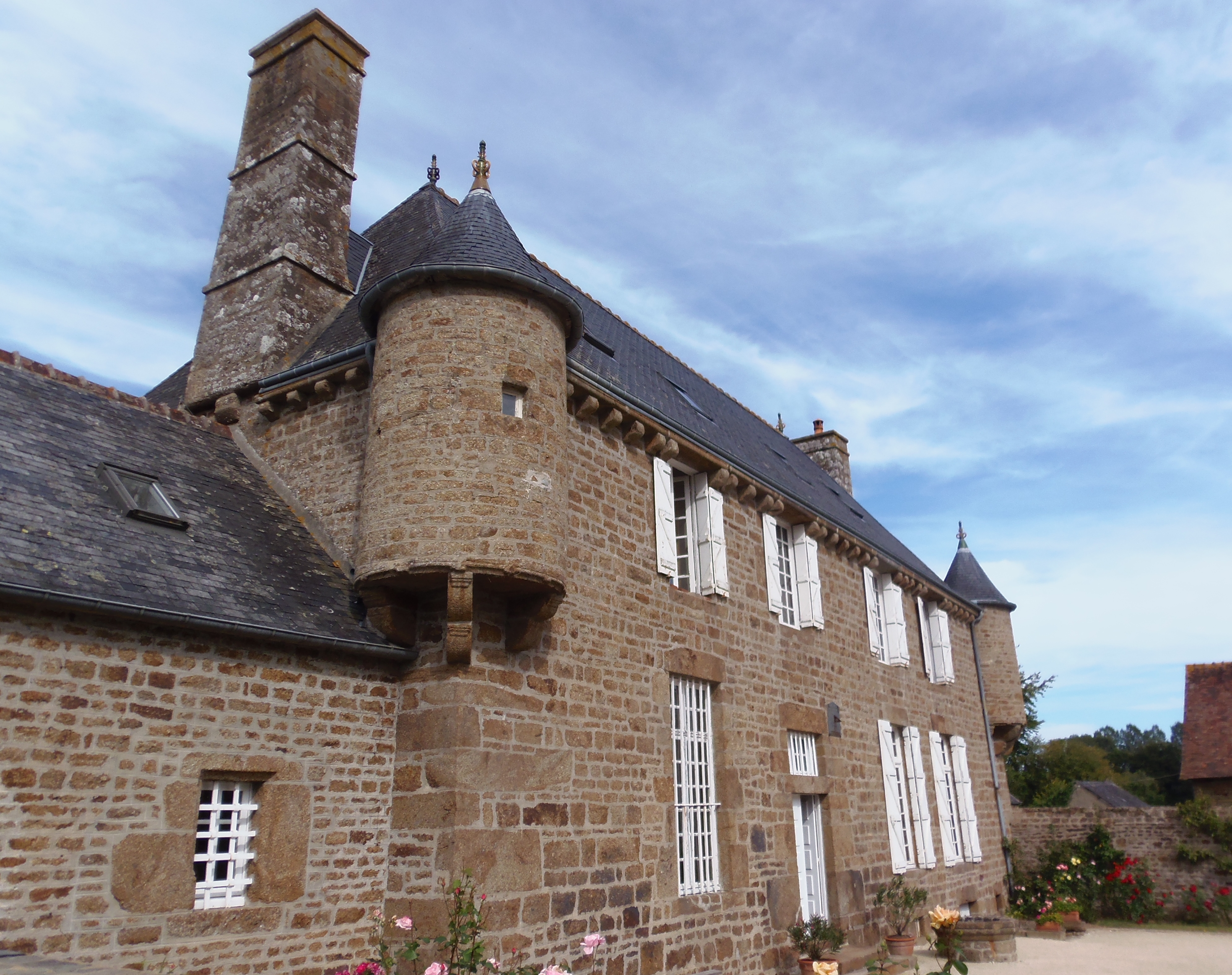
Herrenhaus La Guérinière
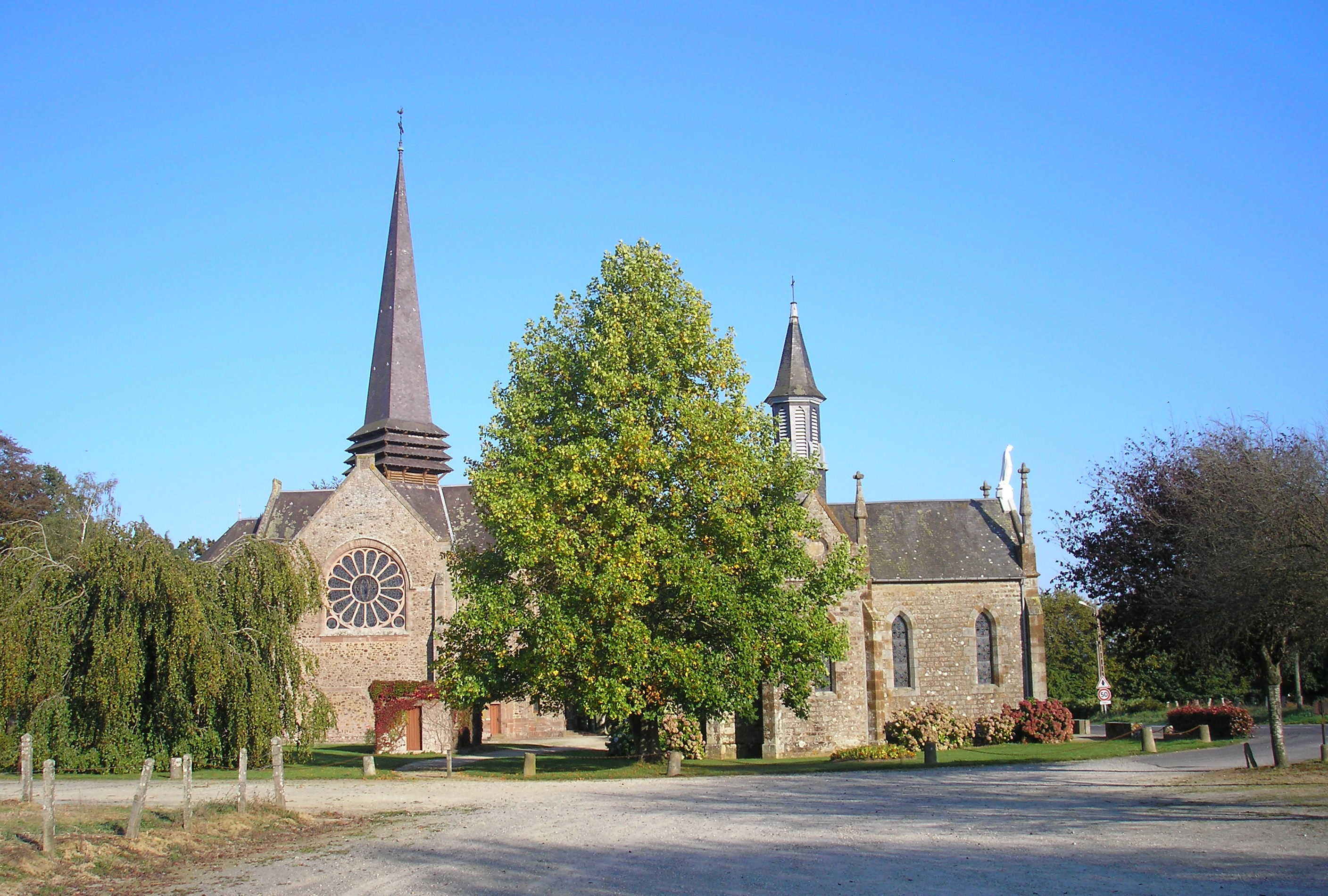
Alte und neue Kapelle Notre-Dame-de-l’Oratoire

- Wasserturm

- La Table au Diable
- La Table au Diable
- La Table au Diable
- Menhir Le Perron
- Schloss Bellefontaine
- Herrenhaus La Guérinière
- Alte und neue Kapelle Notre-Dame-de-l’Oratoire